# Dicentrarchus
A Dicentrarchus a sugarasúszójú halak (Actinopterygii) osztályának sügéralakúak (Perciformes) rendjébe, ezen belül a Moronidae családjába tartozó nem.

## Rendszerezés
A nembe az alábbi 2 faj tartozik:
- farkassügér (Dicentrarchus labrax) (Linnaeus, 1758) - típusfaj
- pettyes farkassügér (Dicentrarchus punctatus) (Bloch, 1792)